# Macintosh SE

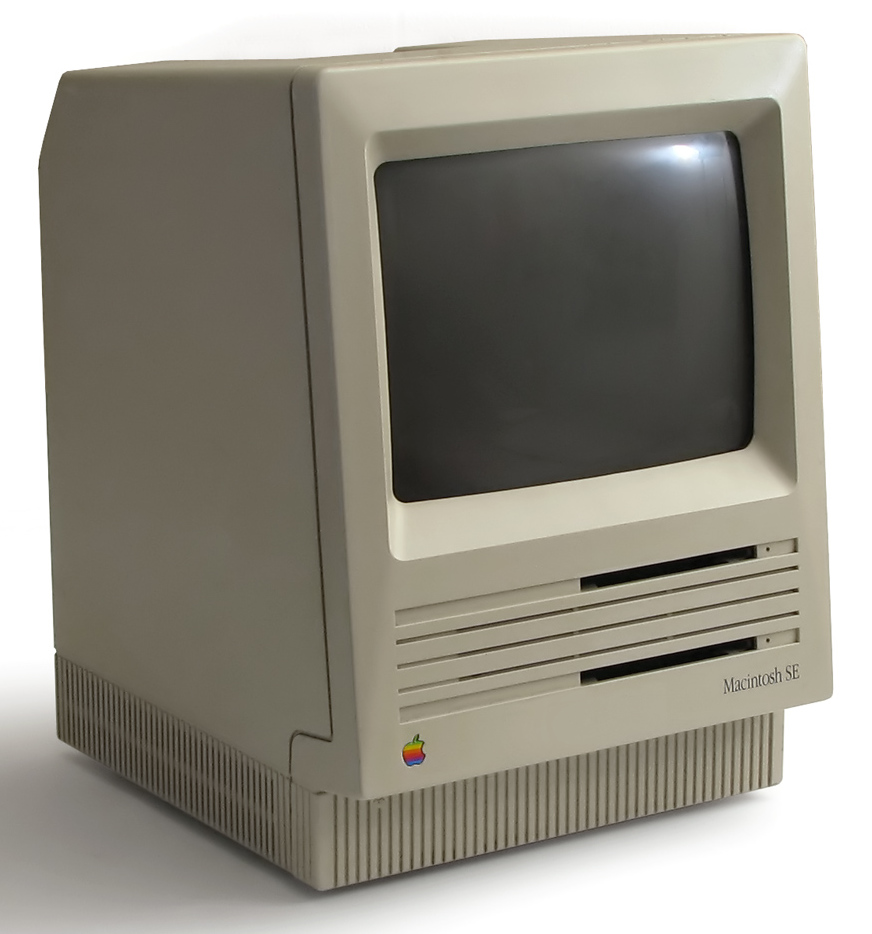
Macintosh SE

Macintosh SE och SE/30 kallas en serie persondatorer av Macintoshtyp tillverkad av Apple 1987–1991. De ersatte Macintosh Plus även om denna fortsatte att tillverkas till 1990 som ett billigare alternativ.

## SE
Detta var den första Macintosh-datorn av allt-i-ett-typ som man kunde montera in en inbyggd hårddisk i. Detta var från början tillval. Man kunde antingen välja mellan att ha dubbla diskettenheter eller en diskettenhet och en hårddisk.
Hårddisken man kunde välja till var en SCSI-hårddisk och hade antingen 20 eller 40 MB lagringsutrymme. RAM-minnet låg på 1 MB men var uppbyggbart till 4 MB. Processorn var samma Motorola 68000-processor som i de föregående modellerna och gick i hastigheten 8 MHz.
Detta var den första Macintosh-datorn som klarade 1,44 MB-disketter, detta gällde dock endast varianten med inbyggd hårddisk, varianten med dubbla diskettenheter klarade endast 800KiB precis som föregångaren.
Nypriset för denna låg på cirka $2900 med dubbla diskettenheter och runt $3900 med hårddisk.
- Nypris: $2900
- Processor: 8 MHz Motorola 68000 32 bitar/16-bitars buss
- Minne: 1 MB uppbyggbart till 4 MB
- Diskettenhet: 800 KiB (1,44 MiB om man valde till extra hårddisk)
- Hårddisk: 20/40 MB SCSI
- Bildskärm: 9" 512 × 342 svartvit grafik

## SE/30

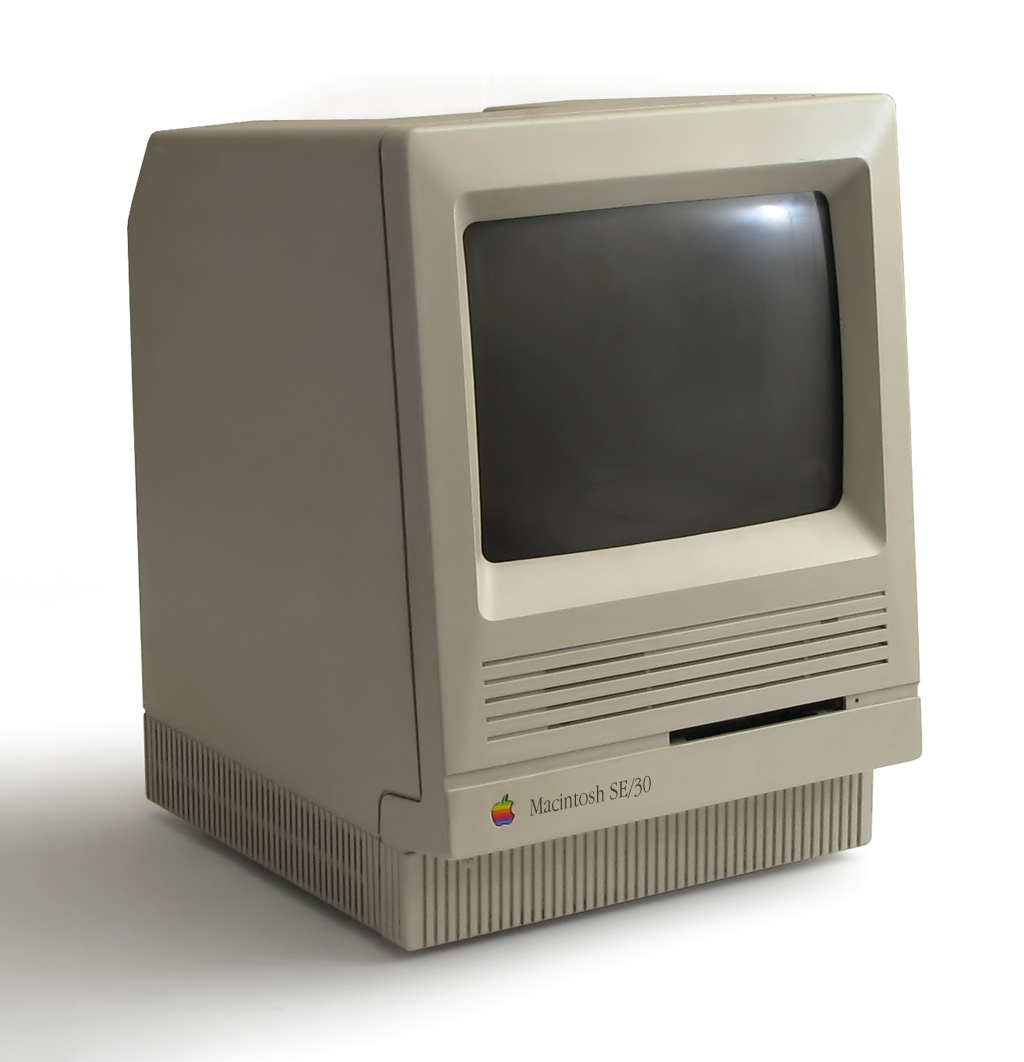
Macintosh SE/30

Våren 1989 presenterades en ny variant av Macintosh SE, Macintosh SE/30. Denna hade en ny Motorola 68030-processor på 16 MHz (istället för de tidigare på 8 MHz) samt även 32-bitars buss. Den hade 1 MB minne som var uppbyggbart till hela 128 MB. Denna hade inbyggd SCSI-hårddisk som standard och man kunde antingen välja mellan 40 eller 80 MB lagringsutrymme. Det fanns även ett extra grafikkort som tillval, ifall man ville ha en större, extern skärm. 
Detta var den kraftigaste av alla allt-i-ett-macarna och kostade hela $6500 som ny.
SE/30 gick ur produktion 1991, för att bli ersatt av Macintosh Classic II.
- Nypris: $6500
- Processor: 16 MHz Motorola 68030 32 bitar/32-bitars buss
- Minne: 1 MB uppbyggbart till 128 MB
- Diskettenhet: 1,44 MiB
- Hårddisk: 40/80 MB SCSI
- Bildskärm: 9" 512 × 342 svartvit grafik, har expansionsport för extra videokort, klarar då att visa i upplösningen 640x480 samt med 256 färger med en extern skärm.